# Метапонто
Метапо́нто (итал. Metaponto, от др.-греч. Μεταπόντιον) — фракция коммуны Бернальда, провинция Матера, область Базиликата, южная Италии.
Население ок. 1 000 человек. Расположен на берегу залива Таранто между устьями двух рек — Базенто и Брадано. До 1932 года Метапонто и его окрестности входили в коммуну Пистиччи, затем были присоединены к коммуне Бернальда.
Развит туризм. Известна руинами античного греческого города Метапонт.